# Petros Petridis
Petros Joanu Petridis, gr. Πέτρος Ιωάννου Πετρίδης (ur. 23 lipca 1892 w Niğde, zm. 17 sierpnia 1977 w Atenach) – grecki kompozytor.

## Życiorys
Kształcił się w amerykańskim Robert College w Konstantynopolu, gdzie jego nauczycielami byli Géza de Hegey (fortepian) i Italo Selvelli (harmonia). W 1911 roku wyjechał do Paryża, gdzie podjął studia prawnicze na Sorbonie. W latach 1911–1914 studiował ponadto nauki polityczne w École libre des sciences politiques. Pobierał prywatnie lekcje u Alberta Wolffa (1914) i Alberta Roussela (1919). W latach 1918–1919 był dyrektorem biura prasowego greckiej ambasady w Londynie. Wykładał muzykę grecką w londyńskim King’s College (1918–1919) oraz język grecki na Sorbonie (1919–1921). Swoją pracę dzielił między Paryż i Ateny. Współpracował z licznymi gazetami angielskimi, amerykańskimi i greckimi, m.in. „Musical Times” i „Christian Science Monitor”. Był członkiem Académie des Beaux-Arts w Paryżu (1958) i Akademii Ateńskiej (1959).
W swojej twórczości nawiązywał do greckiej muzyki ludowej i hymnodii bizantyńskiej, stosował skale modalne.

## Wybrane kompozycje
(na podstawie materiałów źródłowych)

### Utwory orkiestrowe
- Kleftiki chori (1922)
- 5 symfonii (I „Grecka” 1928–1929, II „Liryczna” 1941, III „Paryska” 1944–1946, IV „Dorycka” 1941–1943, V „Pastoralna” 1949–1951 zrewid. 1972–1973)
- Concerto Grosso na instrumenty dęte i kotły (ok. 1929)
- Suita grecka (1929–1930)
- Dijenis Akritas (1933–1939)
- Studies na małą orkiestrę (1934)
- 2 koncerty fortepianowe (I 1934 zrewid. ok. 1948, II 1937)
- Wizandini tisia (1934–1935)
- Suita jońska (ok. 1935)
- Koncert wiolonczelowy (1936)
- Chorał i wariacje na temat Kirie ton dinameon na smyczki (1940)
- Chorał i wariacje na temat Christos anesti na smyczki (1941–1943)
- Largo na smyczki (1944)
- Isagoji pentimi kie iroiki (1944)
- Koncert skrzypcowy (1972)
- Koncert na 2 fortepiany (1972)

### Utwory kameralne
- Trio fortepianowe (ok. 1933)
- Kwartet smyczkowy (1951, niedokończony)

### Utwory wokalno-instrumentalne
- Ajos Pawlos na recytatora, solistów, chór i orkiestrę (1950)
- Rekwiem ja ton aftorkratora na solistów, chór i orkiestrę (1952–1964)

### Opera
- Zefira (1923–1925, zrewid. 1958–1964)

### Balet
- O pramateftis (1941–1943)